# Val d'Isère Championship
Val d'Isère Championship (Tommy Moe's Winter Extreme: Skiing and Snowboarding en Amérique du Nord, Ski Paradise with Snowboard au Japon) est un jeu vidéo de ski et snowboard développé par Loriciel et édité par Mindscape, sorti en 1994 sur Super Nintendo.

## Accueil
- GamePro : 4/5[1]
- Electronic Gaming Monthly : 36/50[2]